# Guerreros de terracota
Los Guerreros de terracota son una colección de estatuas de terracota que representan las figuras de los guerreros y caballos del ejército del autoproclamado primer emperador de China de la Dinastía Qin, Qin Shi Huang, en 221-206 a. C. Se trata de un tipo de arte funerario enterrado en una formación de batalla compuesta por tres fosas de entre cuatro y ocho metros de profundidad, situadas a un kilómetro y medio al este de la tumba del emperador, y a unos 35 km al este de Xi'an, como parte del Mausoleo de Qin Shi Huang.
Las figuras fueron descubiertas por agricultores locales durante unas obras para el abastecimiento de agua, el 2 de febrero de 1974 cerca de Xi'an (provincia de Shaanxi, República Popular China).
Según estimaciones de 2007, entre las tres fosas había figuras de más de 8000 soldados construidos a tamaño ligeramente superior al natural, una caballería de 150 animales y 130 carros tirados por otros 520 caballos, aunque también se encontraron otras figuras no militares, como funcionarios, acróbatas, forzudos y músicos.
Desde el año 1987 todo el conjunto arqueológico está considerado como Patrimonio de la Humanidad por la Unesco.

## Historia
Según las Memorias históricas del antiguo historiador Sima Qian, las obras de construcción del Mausoleo de Qin Shi Huang comenzaron poco después de que el emperador de trece años de edad, Qin Shi Huang, subiera al trono en el año 221 a. C., autoproclamándose primer emperador de China. A este emperador se le atribuye también la construcción de la primera versión de la Gran Muralla China, de la reunificación de los reinos combatientes en la Dinastía Qin, y de otros avances administrativos, económicos, militares y tecnológicos en la región, pero también fue conocido por su tiranía, la quema de libros y la persecución de intelectuales.
Sima Qian también escribió que el primer emperador fue enterrado en un túmulo, con maquetas de palacios, pabellones y oficinas, así como con finas vasijas, piedras preciosas y otras rarezas valiosas. La cámara se construyó sobre una base con la forma del territorio conocido, usando mercurio para simular los ríos y océanos, y bajo un techo donde se reprodujo la cúpula celestial. Para esta construcción se reclutaron 700 000 obreros entre el año 246 a. C. y el 209 a. C., cuando se interrumpió la obra por las revueltas campesinas un año después de la muerte del emperador.
Sin embargo en el relato de Sima Qian no aparece mención alguna al ejército de terracota, presumiblemente por la censura de la dinastía Han.

## Descubrimiento
La primera fosa fue descubierta en 1974 de forma casual por un agricultor, Yang Zhifa, que junto a hermanos y vecinos estaban excavando un pozo en busca de agua. En febrero en esa zona, se habían encontrado ya algunos restos a los que no se les había dado demasiada importancia, hasta que la noticia del hallazgo de la nueva fosa llegó a oídos del arqueólogo Zhao Kangmin que inició la excavación. Esta fosa se descubrió a más de un kilómetro de distancia del túmulo del emperador, por lo que el mausoleo era mayor de lo que se conocía entonces. Ahora se sabe que la extensión de todo el complejo funerario abarca los 98 kilómetros cuadrados. La fosa se abrió al público en 1979.
En 1980 se descubrieron dos carros de bronce pintados, cada uno de ellos formado por más de 3000 piezas, tirados por cuatro caballos y guiados por un conductor imperial. Según algunos estudios, el primero de estos carros serviría para allanar el camino del séquito del emperador, mientras que el segundo sería el carro en el que el monarca dormía. Los carros están construidos a la mitad aproximada del tamaño real, y tenían incrustaciones de plata y oro.
En 2009 se descubrieron más guerreros sin barba, lo que muestra que eran jóvenes, de alrededor de 17 años.
En 2010 el equipo arqueológico de los Guerreros de Xi'an, representado por su directora Xu Weihong, recibió el premio Príncipe de Asturias de Ciencias Sociales.

## Descripción
La primera fosa tiene una extensión de 230 metros de largo por 62 metros de ancho y contiene unas 6000 figuras de guerreros y caballos, algunos de ellos aún por desenterrar. En esta fosa las figuras están dispuestas en una formación de batalla orientada al este, con una primera triple línea compuesta de 204 arqueros y ballesteros mirando al frente, seguida de treinta columnas de a cuatro formada por soldados de infantería intercalados en intervalos regulares con 35 carros de madera tirados por cuatro caballos, y acompañando todo el conjunto a cada costado y a la retaguardia con dos líneas laterales de soldados mirando a sus respectivos flancos. Esta primera fosa fue cubierta por un hangar que cubre toda la excavación y el recinto denominado museo de guerreros y caballos de terracota, que se concluyó en 1979.
La segunda fosa está compuesta por otro grupo de 1400 soldados, muchos de ellos sin restaurar, con una formación más compleja y con mayor variedad de tropas, incluyendo, además de arqueros, carros y soldados de infantería, también lanceros, soldados de caballería y dos comandantes: uno en la última fila de vanguardia y otro montado sobre un carro de combate detrás de los demás carros y la infantería. Junto con la nueva variedad de soldados, también aparecieron otras figuras no militares, como hombres fuertes, acróbatas, bailarines y músicos, así como otras esculturas de bronce de cisnes, patos y grullas.
En la tercera fosa se encontraron 86 figuras, casi todos oficiales, aunque también son visibles las figuras de cuatro caballos. Es conocida como «la fosa de los generales», pues se cree que representa al Estado Mayor del ejército, aunque sin embargo no apareció la estatua del comandante en jefe. Los arqueólogos creen que esta ausencia se debe a que el túmulo contendría la tumba de este general, o su figura de terracota. Esta fue la segunda fosa abierta al público.
Existe una cuarta fosa, aunque está vacía porque probablemente quedó sin terminar.
Las figuras son a tamaño natural: miden 1,80 metros de altura y están equipados con armaduras fabricadas también con terracota. Los uniformes reflejan también los rangos militares a los que pertenecen. Las estatuas fueron fabricadas en piezas separadas, utilizando por ejemplo diez moldes distintos para las cabezas, las cuales se perfilaban produciendo los detalles de cada una con arcilla para que cada rostro fuera distinto. Así, cada una de estas figuras tiene rasgos y características diferentes: bigotes, peinados, jóvenes, viejos, rasgos de etnias distintas.
Luego de ensamblar las piezas, cada soldado se equipaba con un arma real: arcos, lanzas, espadas, etc., aunque tras la caída de la dinastía Qin los campesinos saquearon la tumba y robaron muchas de ellas. Las armas que se conservaron contienen trazas de cromo causadas por la contaminación procedente del esmalte aplicado a las figuras y a los componentes de madera hoy desaparecidos, así como la particularidad de la tierra en donde estaban enterradas, que contiene altos niveles de mercurio. Este proceso de cromado natural permitió que las armas se conservasen durante dos mil años. En la excavación se encontraron miles de puntas de flecha, junto con docenas de espadas, lanzas, ballestas y otras armas de bronce.
Finalmente las figuras estaban adornadas con esmaltes y pinturas de diferentes colores. Pero esta pintura se aplicaba sobre una base de laca, que al desenterrase las piezas se oxidaba y se desconchaba perdiéndose con ella la pintura. Ahora, las piezas de color se trasladan a un laboratorio instalado en el propio yacimiento para preservar los colores gracias a técnicas modernas.

## Galería

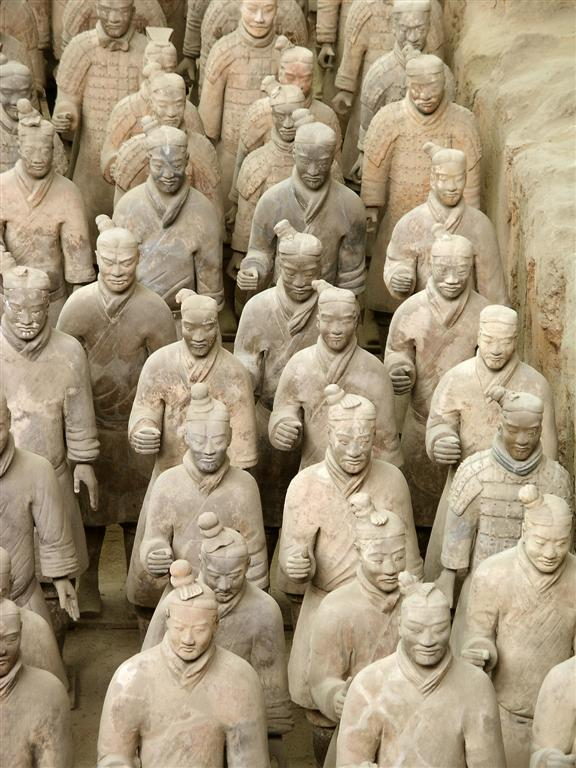
Columna de soldados del Mausoleo de Qin Shi Huang.
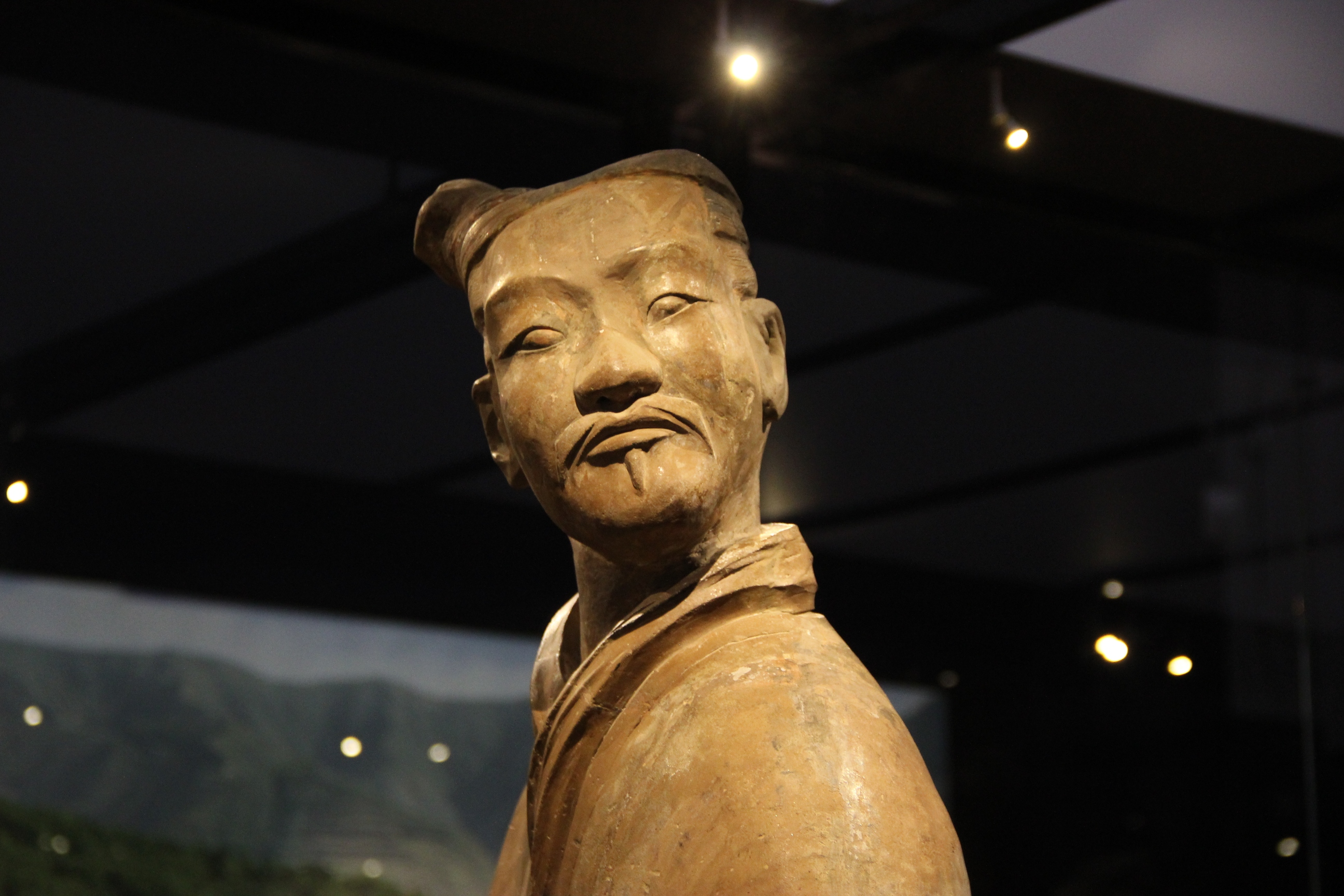
Cabeza de un soldado.
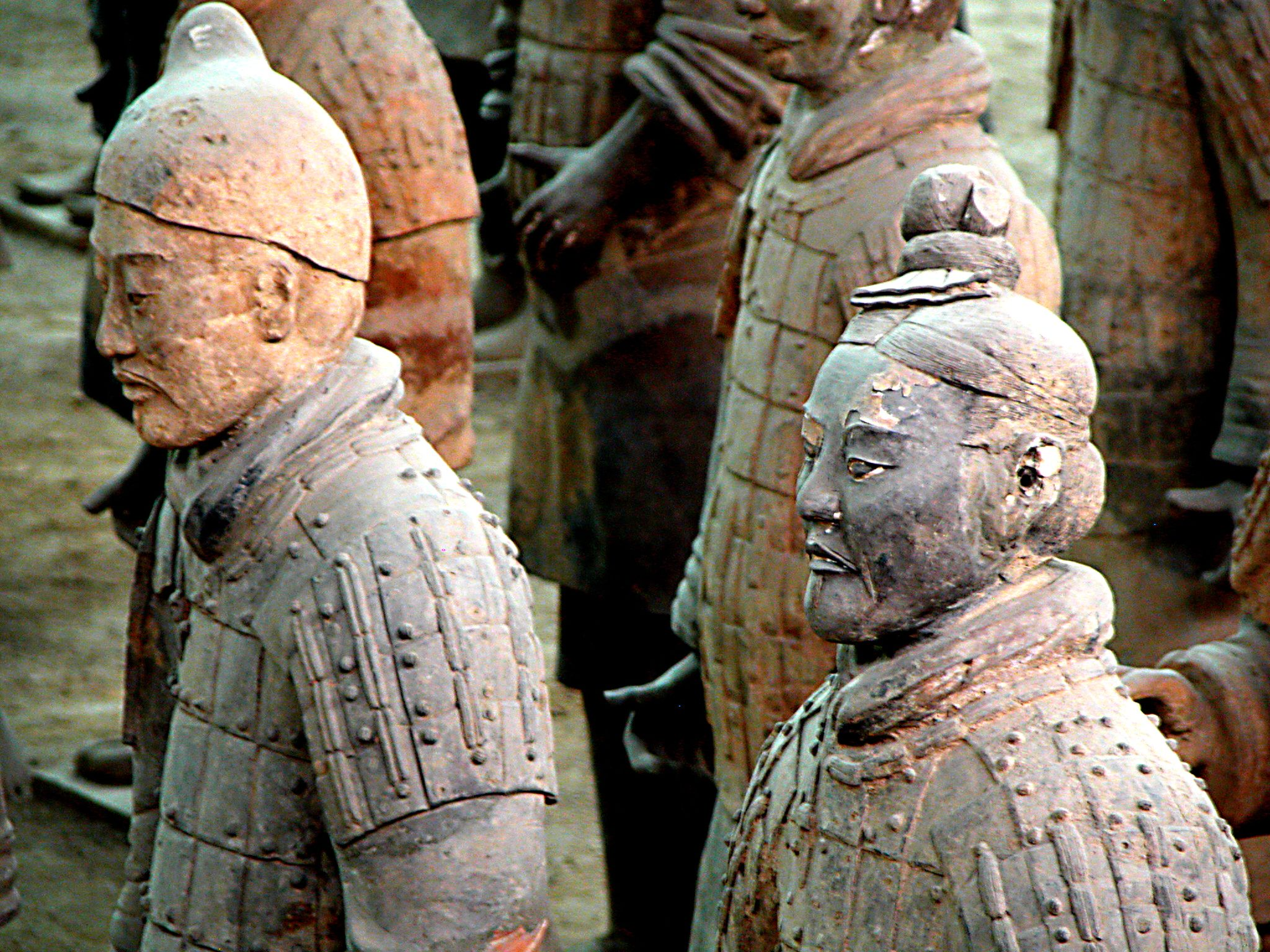
La cara de cada soldado es única.
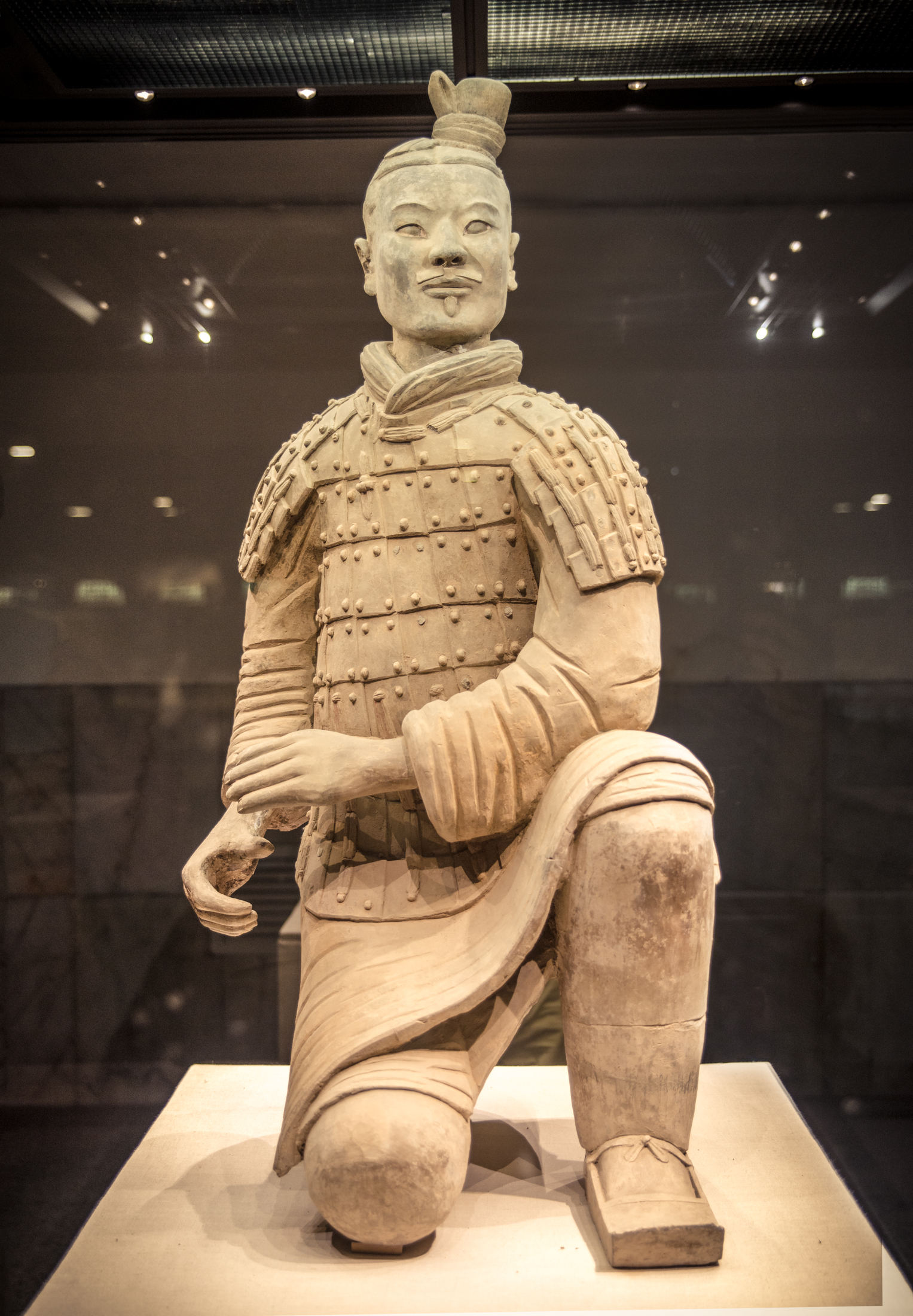
Guerrero arrodillado.
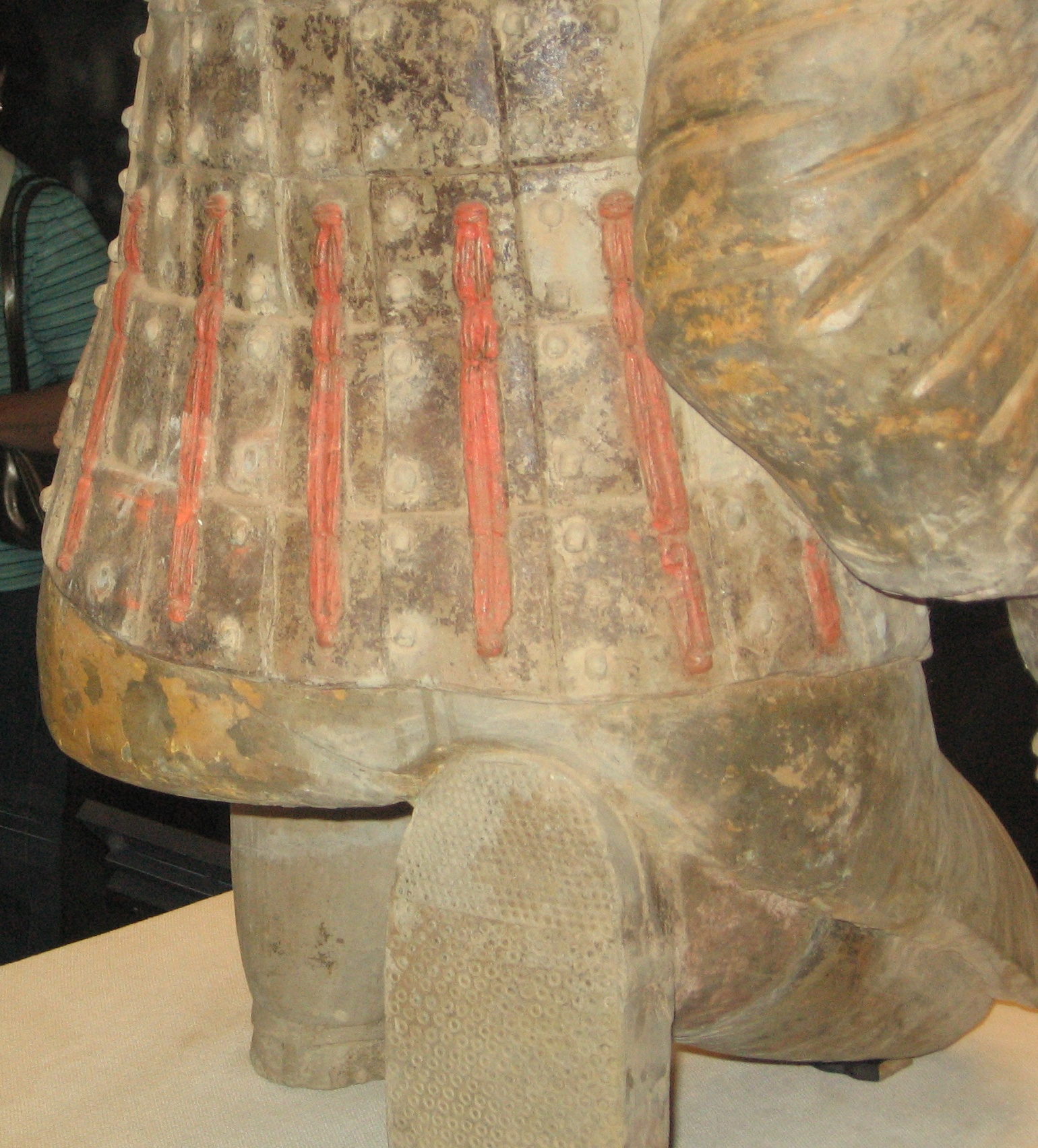
Originalmente estuvieron policromados. Véase el detalle de las suelas del zapato.
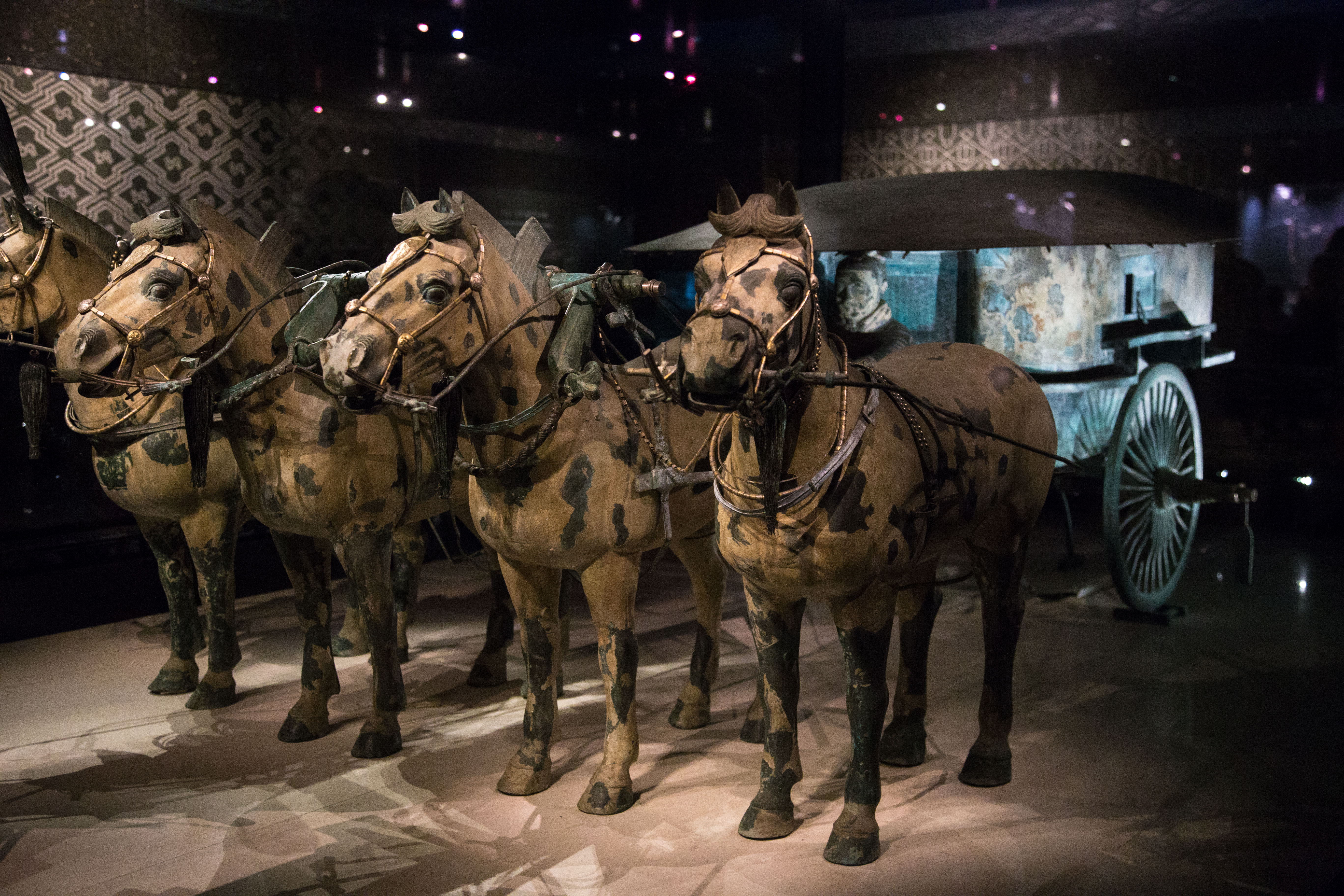
Carro de bronce del emperador.
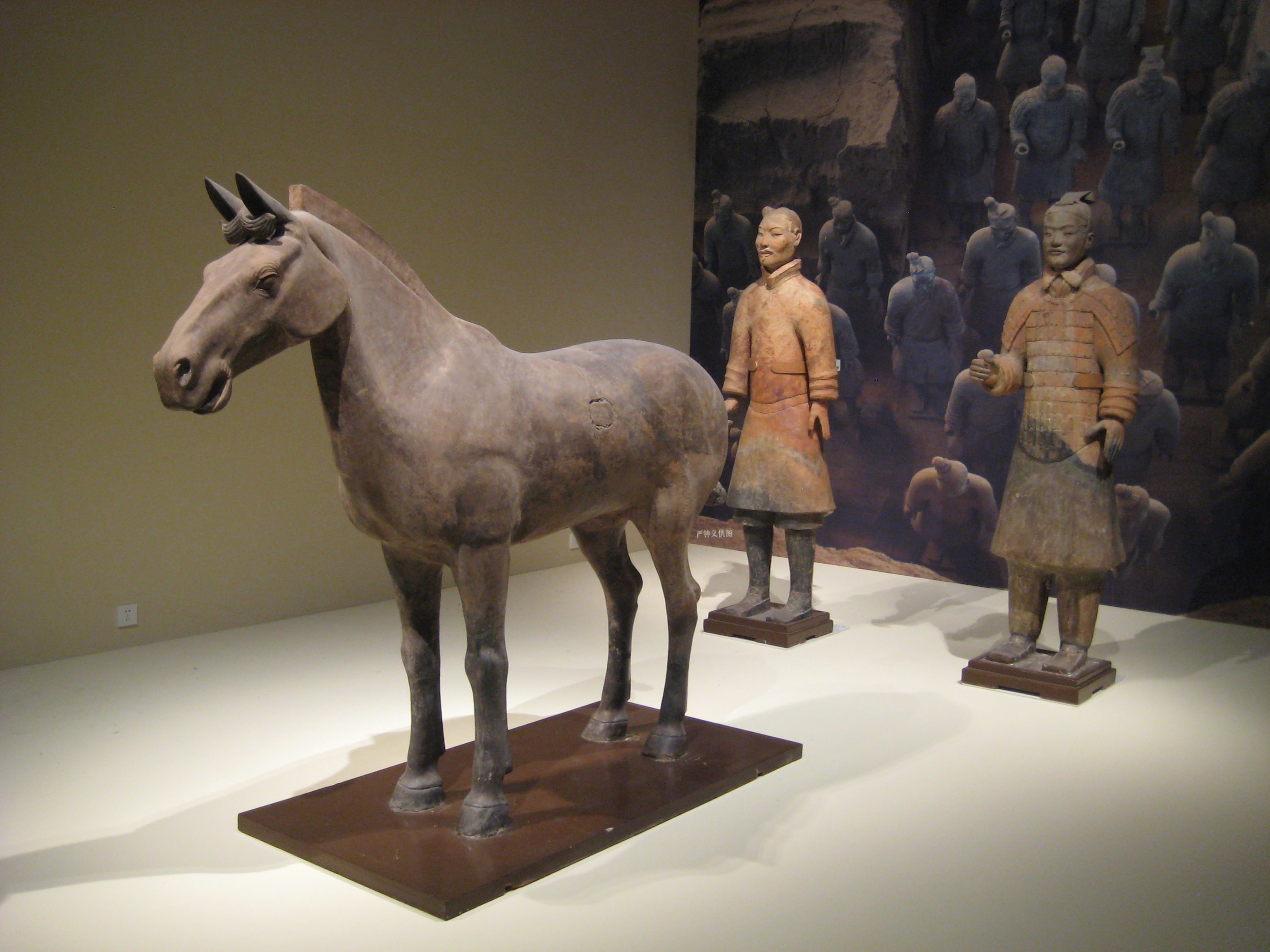
Un caballo y dos soldados.
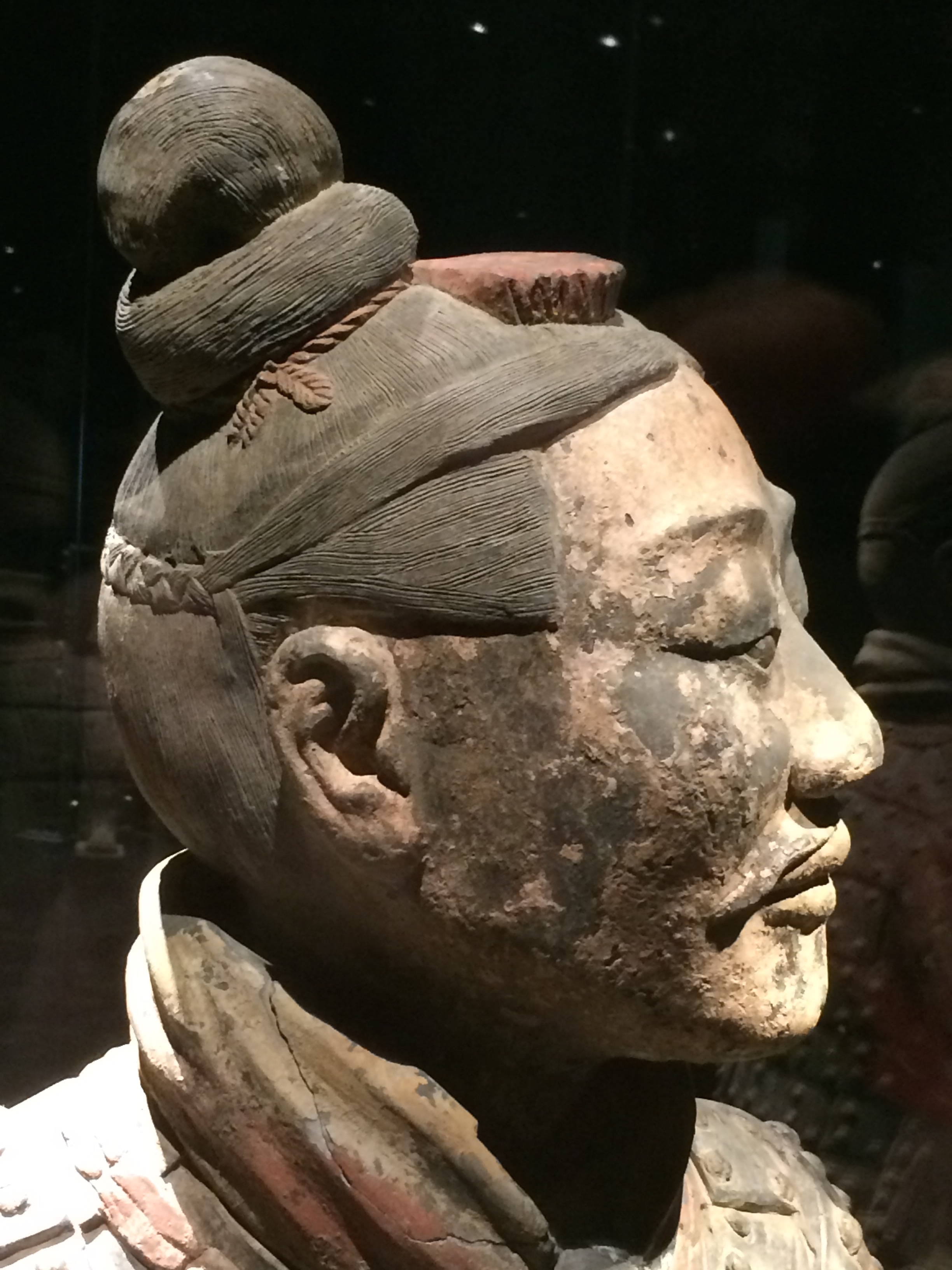
Cabeza de un arquero para ver el detalle de su pelo y su peinado.
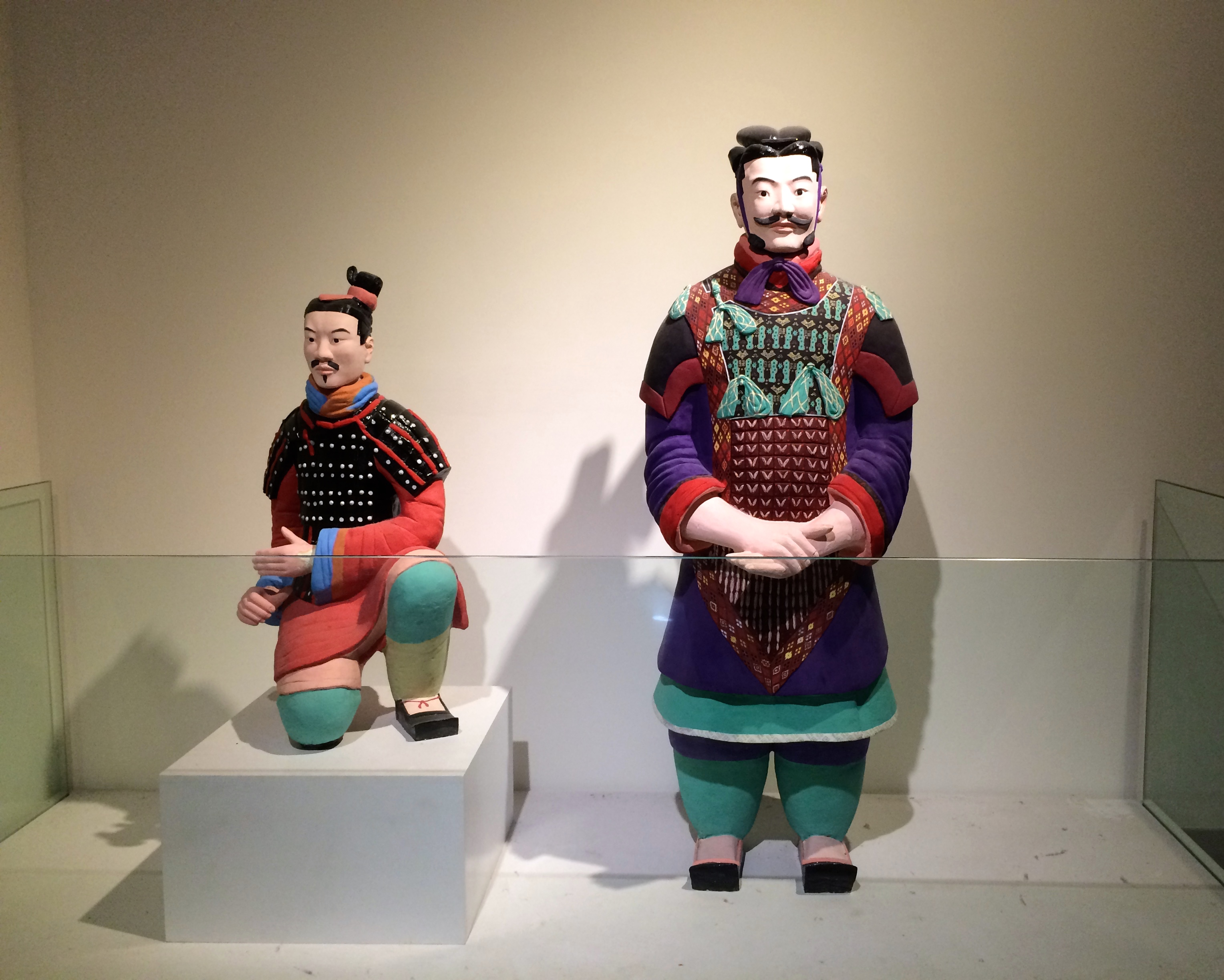
Reconstitución de la policromía original.
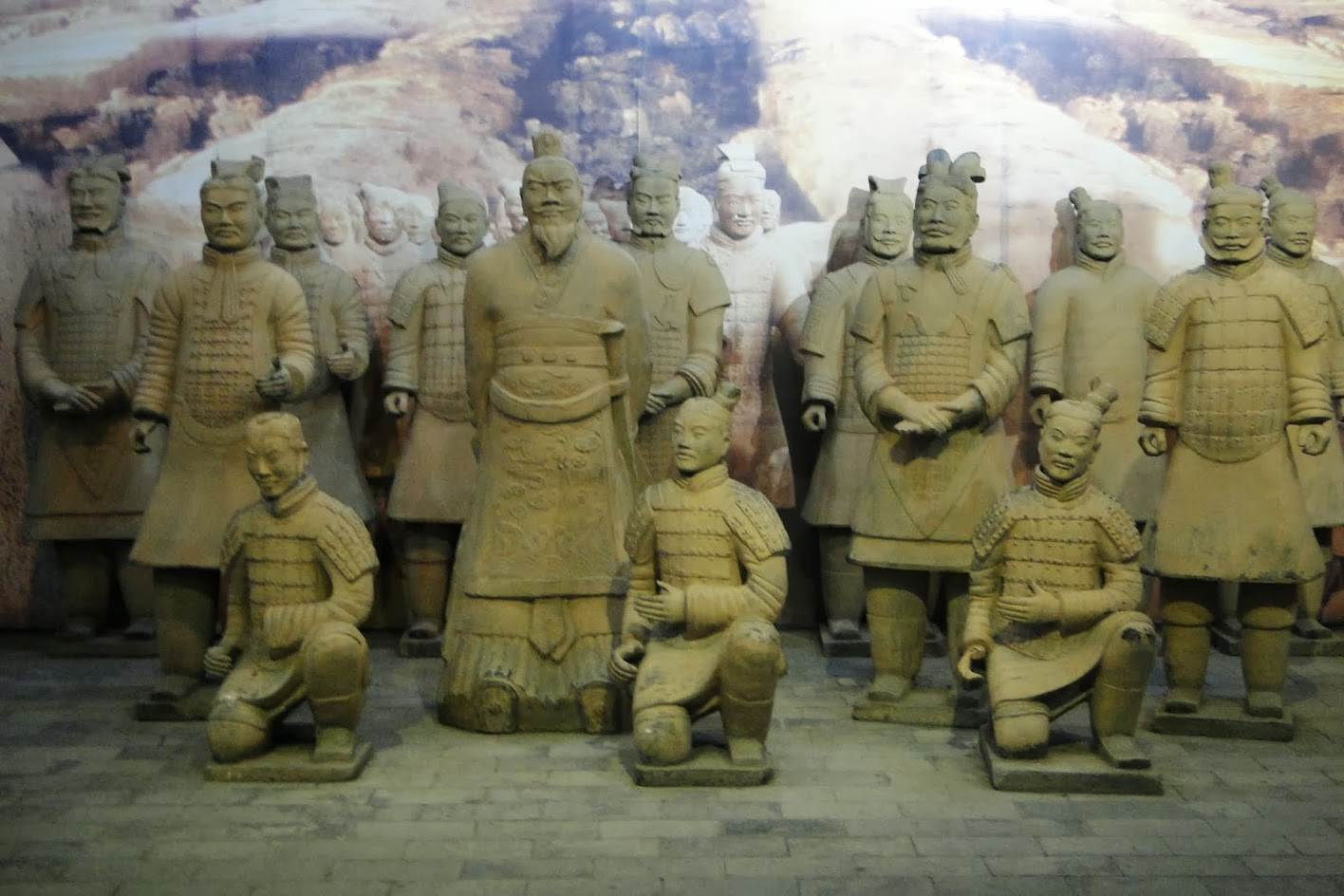
Un grupo de guerreros de terracota con oficiales.
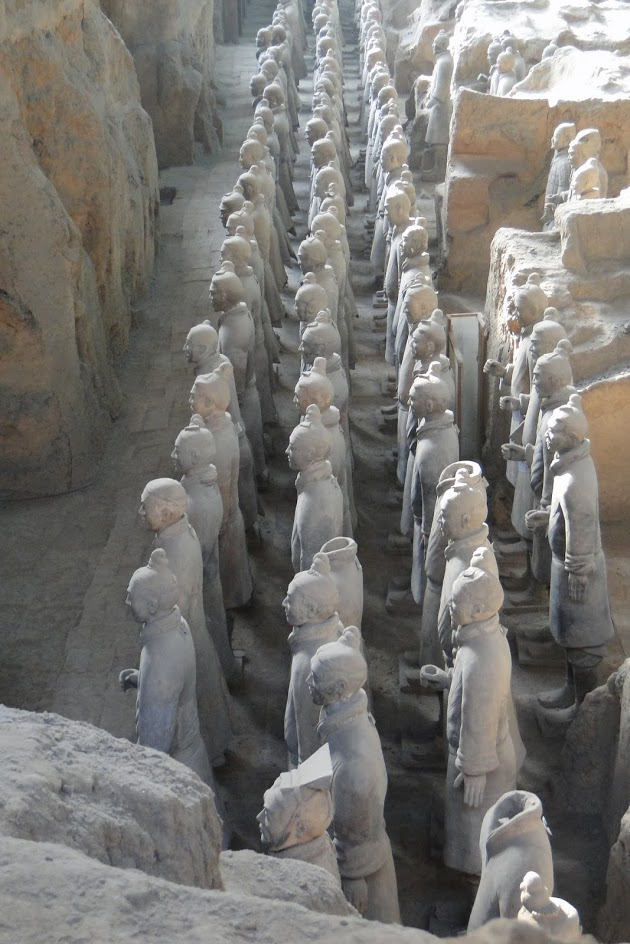
Primera línea de luchadores de terracota alineados en orden de batalla.
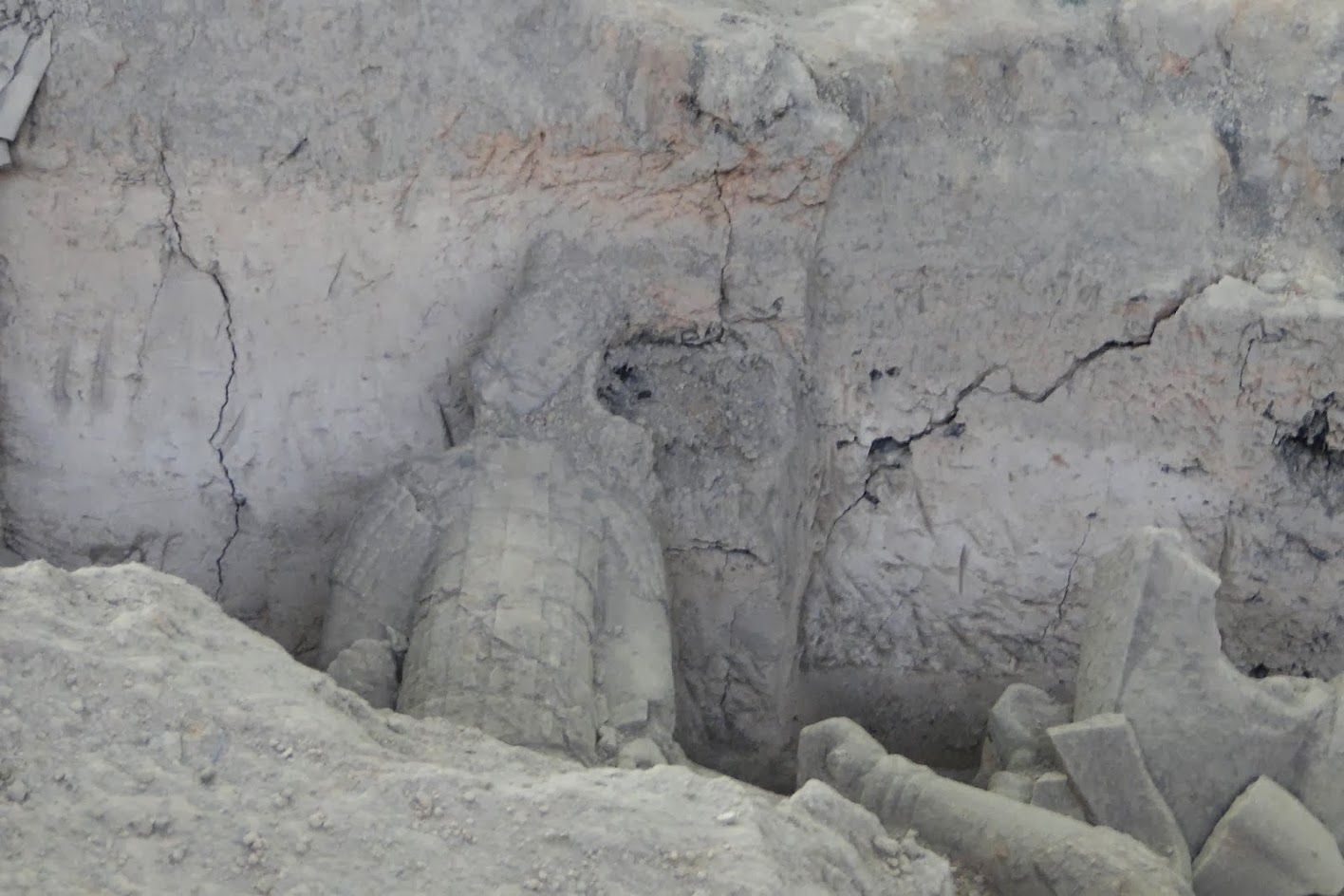
Los restos de esculturas de guerreros de terracota antes de la restauración.

## Investigaciones científicas
En 2007, científicos de la Universidad de Stanford y de las instalaciones del laboratorio  Advanced Light Source (ALS) (Fuentes de Luz Avanzada) en Berkeley, California, informaron que experimentos de difracción de polvo combinados con fluorescencia de rayos X por energía dispersiva  y análisis de fluorescencia de microrayos X demostraron que el proceso de producción de figuras de terracota coloreadas con El tinte púrpura chino (Púrpura y azul Han) que consiste en silicato de bario y cobre se derivó del conocimiento adquirido por los alquimistas taoístas en sus intentos de sintetizar adornos de jade.
Desde 2006, un equipo internacional de investigadores del Instituto de Arqueología de la Universidad de Londres ha estado utilizando técnicas de química analítica para descubrir más detalles sobre las técnicas de producción empleadas en la creación del ejército de Terracota. Utilizando espectrometría de fluorescencia de rayos X sobre 40.000 puntas de flecha de bronce agrupadas en grupos de 100, los investigadores informaron que las puntas de flecha dentro de un solo haz formaban un grupo relativamente apretado que era diferente de otros haces. Además, la presencia o ausencia de impurezas metálicas fue constante dentro de los paquetes. Basándose en la composición química de las flechas, los investigadores concluyeron que se empleó un sistema de fabricación celular similar al utilizado en una fábrica moderna de Toyota, a diferencia de una línea de montaje continua de los primeros días de la industria del automóvil.
Las marcas de esmerilado y pulido visibles bajo un microscopio electrónico de barrido proporcionan evidencia del primer uso industrial de tornos para pulir.